# Oncagnostus
Az Oncagnostus a háromkaréjú ősrákok (Trilobita) osztályának az Agnostida rendjébe, ezen belül az Agnostina alrendjébe és az Agnostidae családjába tartozó nem.

## Rendszerezés
A nembe az alábbi alnemek tartoznak:
- Oncagnostus (Kymagnostus)
- Oncagnostus (Oncagnostus)
- Oncagnostus (Strictagnostus)